# Alcantarea
Alcantarea is een geslacht van eenzaadlobbige, voornamelijk epifyte planten uit de bromeliafamilie van ongeveer achttien soorten. 
Het geslacht is vernoemd naar de tweede keizer van Brazilië, Dom Pedro d'Alcântara. Het geslacht komt van nature voor in tropisch Zuid-Amerika, voornamelijk in Brazilië.
De kruidachtige planten zijn gewoonlijk epifyten of lithofyten, ze groeien op bomen of op rotsen. De planten groeien in rozetten. De bladeren zijn omgebogen tot gootjes die het water opvangen. Aan de basis van het blad bevindt zich een schede, waardoor een waterhoudende bladkoker wordt gevormd. De planten vormen hierdoor trechters (reservoirs) voor het verzamelen van water en voedingsmiddelen. De parallelnervige bladeren zijn gaafgerand. Deze bromelia kan zeer groot worden, met bloemen die een hoogte van 3 tot 5 meter kunnen bereiken en de diameter van de plant kan groter zijn dan 1 meter. Ze hebben vele jaren nodig voor de vorming van hun bloemenen vele soorten bloeien daarom langdurig.

## Soorten

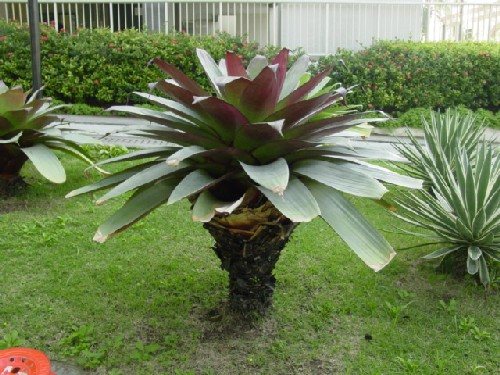
Alcantarea imperialis

| - Alcantarea benzingii - Alcantarea brasiliana - Alcantarea burle-marxii - Alcantarea duarteana - Alcantarea edmundoi - Alcantarea extensa | - Alcantarea farneyi - Alcantarea geniculata - Alcantarea glaziouana - Alcantarea hatschbachii - Alcantarea heloisae - Alcantarea imperialis | - Alcantarea nahoumii - Alcantarea nevaresii - Alcantarea odorata - Alcantarea regina - Alcantarea roberto-kautskyi - Alcantarea vinicolor |